# حساسية كيميائية متعددة
تعد الحساسية الكيميائية المتعددة (MCS) (بالإنجليزية: Multiple chemical sensitivity)‏، والمعروفة أيضًا باسم عدم تحمل البيئة مجهول السبب (IEI)، تشخيصًا غير معترف به يتميز بأعراض مزمنة تعزى إلى التعرض لمستويات منخفضة من المواد الكيميائية الشائعة الاستخدام. الأعراض عادة ما تكون غامضة وغير محددة. قد تشمل التعب، والصداع، والغثيان، والدوخة.
على الرغم من أن هذه الأعراض يمكن أن تكون موهنة،  لم يتم التعرف على MCS كمرض عضوي سببه كيميائي من قبل منظمة الصحة العالمية أو الجمعية الطبية الأمريكية أو أي من المنظمات الطبية المهنية الأخرى. تُظهر التجارب السريرية العمياء أن الأشخاص الذين يعانون من MCS يتفاعلون في كثير من الأحيان وبقوة مع المؤثرات الكيميائية؛ يرتبط وجود الأعراض وشدتها بالإدراك بوجود حافز كيميائي. يعزو بعض الخبراء الأعراض إلى الاكتئاب، واضطرابات الجسد الجسدي، أو اضطرابات القلق.
تشتمل المواد المنسوبة بشكل شائع على المنتجات المعطرة (مثل العطور) والمبيدات الحشرية والبلاستيك والأقمشة الاصطناعية والدخان والمنتجات النفطية وأبخرة الطلاء.

## الأعراض
عادةً ما تكون الأعراض غامضة وغير محددة، مثل التعب أو الصداع. رغم أن هذه الأعراض قد تكون موهنة، تُعد غير محددة لأنها لا ترتبط بأي حالة طبية محددة. تنجم الأعراض عن التعرض لمواد لا يتحملها جسم الفرد بشكل جيد.
تنشأ الأعراض بشكل رئيسي من الجهاز العصبي الذاتي (مثل الغثيان أو الدوار) أو يكون لها جوانب نفسية (مثل صعوبة التركيز).

## الأسباب المحتملة
هناك اتفاق واسع بين الباحثين في MCS على أن السبب لا يرتبط بأي نوع من الحساسية للمواد الكيميائية، ولكن هذا لا يمنع احتمال أن تكون الأعراض المبلغ عنها ناجمة عن عامل آخر معروف أو غير معروف. مختلف المهنيين في مجال الرعاية الصحية والوكالات الحكومية يعملون على إعطاء أولئك الذين يبلغون عن الأعراض الرعاية المناسبة أثناء البحث عن سبب.
في عام 2017، قالت فرقة العمل الحكومية الكندية المعنية بالصحة البيئية إنه لم يكن هناك سوى القليل من الأبحاث الدقيقة التي تمت مراجعتها من قبل النظراء في MCS ونقص التمويل الكامل لمثل هذه الأبحاث في أمريكا الشمالية. "في الآونة الأخيرة" قالت، "ظهرت بعض الأبحاث السريرية التي استعرضها النظراء من مراكز في إيطاليا والدنمارك واليابان، مما يشير إلى أن هناك عوامل حساسية بيولوجية عصبية وأيضا وراثية تكمن وراء ES / MCS. 

## التشخيص
في الممارسة العملية، يعتمد التشخيص كليًا على الإبلاغ الذاتي من قبل المريض بأن الأعراض تنجم عن التعرض للمواد المختلفة.
رُوّج للعديد من الاختبارات الأخرى من قبل عدة أشخاص على مر السنين، وتشمل اختبارات الجهاز المناعي، استقلاب البورفيرين، اختبار الاستعدال الاستفزازي، الأضداد الذاتية، فيروس إبشتاين-بار، اختبار التعرض للمبيدات الحشرية أو المعادن الثقيلة، والأعراض التي تنطوي على التعرض للمواد الكيميائية أو تناول بعض الأطعمة أو استنشاق بعض المواد. لا يرتبط أي من هذه الاختبارات بأعراض الحساسية الكيميائية المتعددة، ولا يفيد أي منها في تشخيص الحساسية الكيميائية المتعددة.
يبلغ المصابون بالحساسية الكيميائية المتعددة عن حالات شديدة من التوتر والقلق. لا تجد التقييمات النفسية العصبية اختلافات بين الأشخاص الذين يبلغون عن أعراض الحساسية الكيميائية المتعددة والأشخاص الآخرين في مجالات مثل التعلم اللفظي أو أداء الذاكرة أو الأداء الحركي النفسي. تعد الاختبارات النفسية العصبية حساسة ولكنها غير محددة، حيث تحدد الاختلافات التي قد تنجم عن حالات أخرى طبية أو نفسية أو نفسية عصبية.
الهدف الرئيسي الآخر للتشخيص هو تحديد وعلاج أي حالة طبية أخرى قد يكون الشخص مصابًا بها. قد يواجه الأشخاص الذين يبلغون عن أعراض شبيهة بالحساسية الكيميائية المتعددة مشكلات صحية أخرى، تتراوح بين مشكلات شائعة، مثل الاكتئاب أو الربو، إلى مشكلات أقل شيوعًا، مثل التعرض الموثق لمواد كيميائية في حوادث العمل. قد تكون أو لا تكون لهذه الحالات علاقة بأعراض الحساسية الكيميائية المتعددة، ولكن يجب تشخيصها وعلاجها بشكل مناسب، عندما يشير تاريخ المريض أو الفحص الجسمي أو الفحوص الطبية الروتينية إلى وجودها. تشمل قائمة التشخيص التفريقي التعرض للمذيبات والربو المهني والحساسية الحقيقية.

### تعاريف
يستخدم الباحثون المختلفون تعاريف مختلفة، الأمر الذي يعقد البحث وقد يؤثر على التشخيص. على سبيل المثال، يقول تعريف أحد الباحثين لعام 1987 أن الأعراض يجب أن تبدأ بشكل مفاجئ بعد التعرض الموثق والمميز لمادة كيميائية، لكن يقول تعريف عام 1996 الصادر عن البرنامج الدولي للسلامة الكيميائية أن السبب يمكن أن يكون أي شيء، بما في ذلك الحالات الطبية أو العوامل النفسية الأخرى.
في اليابان، يُطلق على الحساسية الكيميائية المتعددة فرط الحساسية الكيميائية أو عدم التحمل الكيميائي، ويتطلب التعريف الياباني لعام 1999 واحدًا أو أكثر من أربعة أعراض رئيسية: الصداع؛ الشعور بالتوعك والتعب؛ ألم عضلي؛ ألم مفاصل. تكون الأعراض مقترنة بالنتائج المخبرية و/أو بعض الأعراض البسيطة، مثل الآثار النفسية أو الأمراض الجلدية. تشمل النتائج المخبرية المحددة خللًا في الأعصاب اللاودية، واختلالًا وظيفيًا في القشرة المخية يُشخص بالتصوير الطبي بأشعة غاما، وخللًا في الوظيفة الإبصارية المكانية، وخللًا في حركة العين، أو إيجابية اختبار الاستعدال الاستفزازي.

### التصنيف الدولي للأمراض
لا يعترف التصنيف الإحصائي الدولي للأمراض والمشاكل الصحية ذات الصلة، والتي تحتفظ بها منظمة الصحة العالمية، بالحساسية الكيميائية المتعددة أو الحساسية البيئية كمرض منفصل.  الأكاديمية الأمريكية للحساسية والربو والمناعة، والرابطة الطبية في كاليفورنيا، والكلية الأمريكية للأطباء، والجمعية الدولية لعلم السموم وعلم الأدوية، لا تعترف أيضًا بـ MCS.  تشير إدارة السلامة والصحة المهنية الأمريكية (OSHA) إلى أن MCS مثيرة للجدل إلى حد كبير وأنه لا يوجد دليل علمي كافٍ لشرح العلاقة بين الأسباب المقترحة ل MCS وأعراضه. توصي OSHA بالتقييم من قبل طبيب على دراية بالأعراض المقدمة.

## العلاج
لا يوجد علاج واحد مُثبت للحساسية الكيميائية المتعددة. يكون الهدف من العلاج تحسين نوعية الحياة، مع تقليل الأعراض المزعجة وتأمين القدرة على الحفاظ على العمل والعلاقات الاجتماعية، بدلاً من إيجاد علاج دائم.
يُفضل اتباع نهج علاج متعدد التخصصات. يجب أن تُؤخذ في عين الاعتبار السمات الشخصية غير الشائعة التي غالبًا ما تظهر لدى الأفراد المصابين والخلل الفسيولوجي في المسارات الحسية والجهاز الحوفي. لا يوجد أيضًا إجماع علمي على فعالية العلاجات الداعمة للحساسية الكيميائية المتعددة، «لكن تؤكد الوثائق الطبية على ضرورة تجنب المرضى الذين يعانون من الحساسية الكيميائية المتعددة المواد المحددة التي تؤدي إلى ردود الفعل التحسسية وأيضًا تجنب المواد الغريبة الحيوية عمومًا، لمنع تفاقم الحساسية».
تشمل استراتيجيات الرعاية الذاتية الشائعة تجنب التعرض للمحرضات المعروفة، وإزالة السموم، والرعاية الذاتية العاطفية. يمكن لمقدمي الرعاية الصحية نشر التوعية حول القدرة الطبيعية للجسم على التخلص من السموم وإفرازها ودعم جهود الرعاية الذاتية الإيجابية. يمكن لتجنب المحرضات، مثل إزالة المنظفات ذات الرائحة الكريهة من المنزل، أن يقلل من الأعراض ويزيد من ثقة الشخص بقدرته على استعادة حياة طبيعية معقولة. ومع ذلك، بالنسبة للأشخاص الآخرين الذين يعانون من الحساسية الكيميائية المتعددة، قد تأتي جهودهم لتجنب المحرضات المشتبه بها بنتائج عكسية، وقد تنتج بدلًا من ذلك آثار جانبية عاطفية مؤذية تتداخل مع الهدف العام المتمثل في الحد من الضيق والعجز.
تشير بعض الدراسات إلى أن التركيز بشكل خاص على تحسين نمط التغذية قد يكون مفيدًا.

## المناعية
تمت تصنيف MCS في الأصل كنوع من الحساسية، وفي وقت لاحق كنوع من الاضطراب المناعي غير التحسسي. ومع ذلك، تم رفض هذه الأفكار إلى حد كبير. على عكس الأشخاص الذين يعانون من اضطرابات الحساسية، وأمراض المناعة الذاتية، أو علم المناعة، فإن الأشخاص الذين يعانون من MCS ليس لديهم تشوهات مناعية موضوعية. يشير عدم وجود تشوهات مناعية عند الأشخاص الذين يعانون من MCS (مثل تعداد خلايا الدم البيضاء المختلفة أو وجود أجسام مضادة غير طبيعية) إلى أن المشكلة تكمن في مكان آخر.
MCS ليس الحساسية، والأشخاص الذين يعانون من الأعراض لا تظهر بشكل روتيني علامات المناعة المرتبطة بالحساسية. في الثمانينيات والتسعينيات، افترض بعض الباحثين أن هذه المخالفات المناعية تشير إلى أن MCS ناجم عن اضطراب مستحث كيميائيًا في الجهاز المناعي، مما أدى إلى خلل وظيفي في الجهاز المناعي المزمن.  ومع ذلك، لا يوجد نمط ثابت من التفاعل المناعي أو الشذوذ في MCS.
هناك أيضًا دليل على أن الأشخاص الذين يعانون من MCS هم أكثر عرضة من الضوابط للإصابة بالحساسية الحقيقية  وأمراض المناعة الذاتية.

## نفسي
تم اقتراح العديد من الآليات المسببة للأمراض النفسية للحالة، بما في ذلك نظريات تستند إلى التشخيص الخاطئ لمرض عقلي أو إجهاد أو تكييف كلاسيكي. العديد من الأشخاص الذين يعانون من MCS يستوفون أيضًا معايير اضطراب الاكتئاب الشديد أو اضطراب القلق. تتضمن التفسيرات الأخرى المقترحة اضطراب الأعراض الجسدية،  اضطراب الهلع، الصداع النصفي، متلازمة التعب المزمن، أو فيبروميالغيا وضباب الدماغ. من خلال التكييف السلوكي، تم اقتراح أن الأشخاص الذين يعانون من MCS قد يصابون بأعراض حقيقية، ولكنها غير متعمدة تنتج نفسيا، مثل الغثيان الاستباقي، عندما يواجهون روائح معينة أو محفزات أخرى ملحوظة. وقد اقترح أيضًا في إحدى الدراسات أن الأفراد قد يكون لديهم ميل إلى «إساءة تفسير الأعراض الجسدية الحميدة كارثية»  أو ببساطة لديهم شعور حاد مثير للقلق من الرائحة. قد يكون امتصاص سمات الشخصية، حيث يكون الأفراد معرضين للانغماس في التجارب الحسية، أقوى لدى الأفراد الذين يبلغون عن أعراض MCS. في التسعينيات، تم افتراض السلوكيات التي أظهرها للذين يعانون من MCS من قبل البعض لتعكس المخاوف الاجتماعية الأوسع نطاقًا حول التلوث الصناعي والاتجاهات المجتمعية الأوسع نطاقًا للرهاب والخوف من الكيماويات.
تعرضت هذه النظريات للنقد. 
في كندا، في عام 2017، بعد تحقيق حكومي دام ثلاث سنوات للأمراض البيئية، أوصي بإصدار بيان عام من قبل وزارة الصحة.
خلصت مراجعة منهجية لعام 2018 إلى أن الأدلة تشير إلى أن التشوهات في مسارات المعالجة الحسية المقترنة بسمات الشخصية المميزة تفسر هذا الشرط بشكل أفضل.